# Honda Ridgeline
Honda Ridgeline – samochód osobowy typu pick-up produkowany przez japoński koncern motoryzacyjny Honda Motor Company w latach 2005 - 2014 oraz ponownie od 2016 roku. Auto zaprojektowane zostało specjalnie na zapotrzebowanie na tego typu pojazdu na rynku amerykańskim. Jest to pierwszy w historii marki pick-up.

## Honda Ridgeline I
Honda Ridgeline I została po raz pierwszy oficjalnie zaprezentowana podczas targów motoryzacyjnych w Detroit na początku 2005 roku.

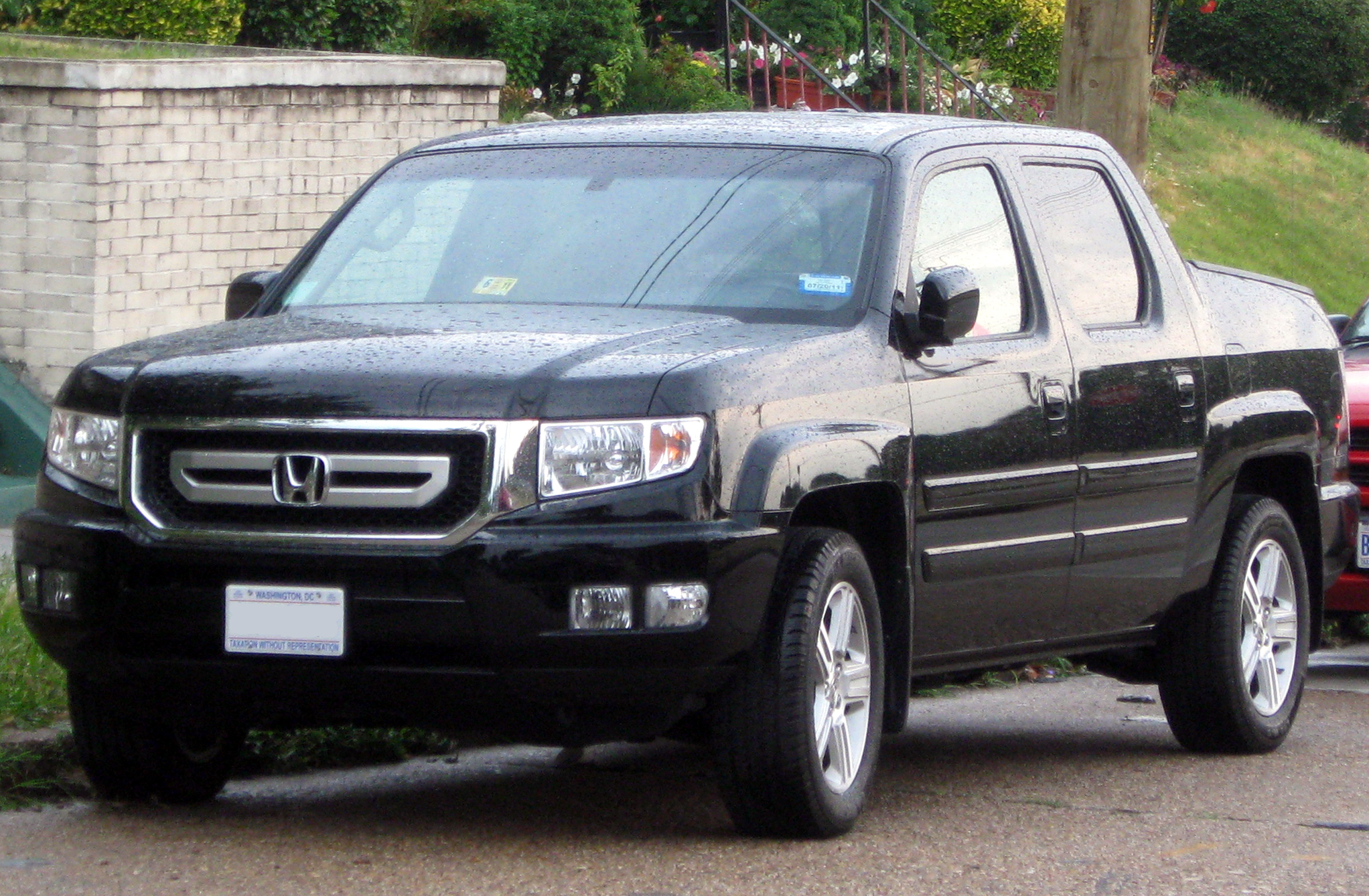
Honda Ridgeline I po liftingu

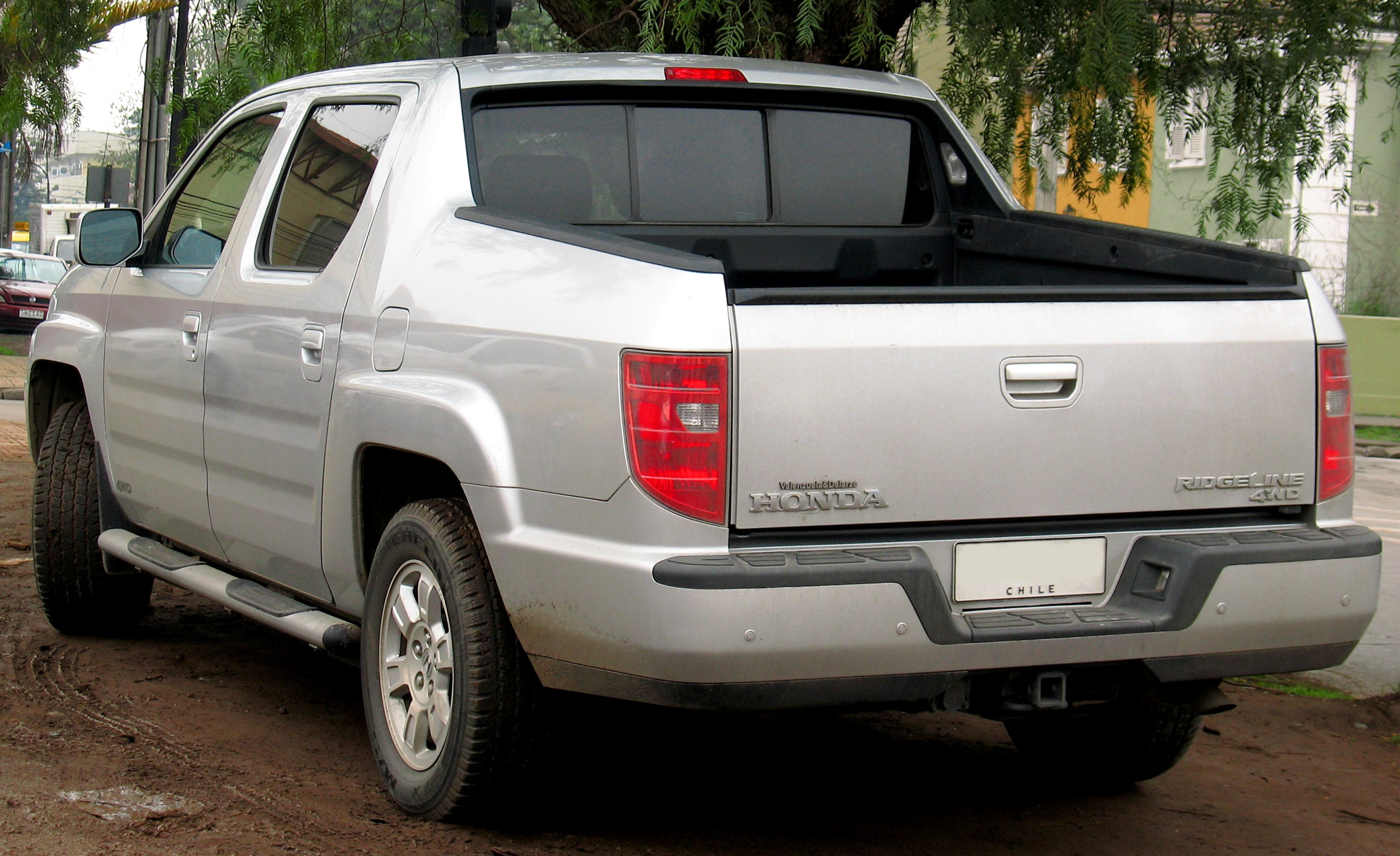
Honda Ridgeline I po liftingu - tył

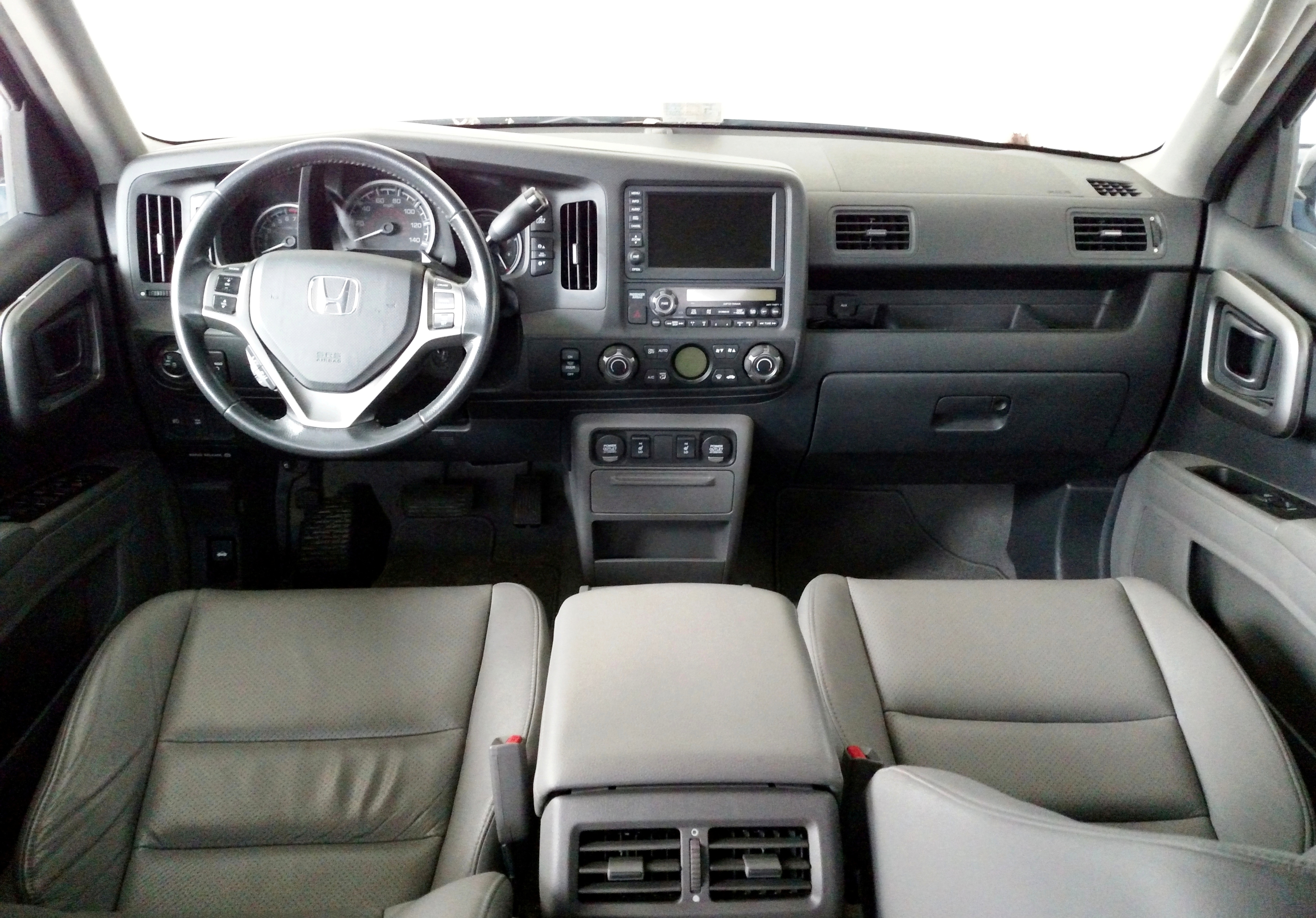
Honda Ridgeline I po liftingu - wnętrze

Pojazd zadebiutował po raz pierwszy jako samochód koncepcyjny w 2004 roku pod nazwą SUT. Auto otrzymało samonośne nadwozie oraz niezależne zawieszenie wszystkich kół. Napęd przekazywany jest na przednią oś pojazdu, a w przypadku utraty przyczepności dołączana jest oś tylna (SH-AWD).
W 2008 roku auto przeszło face lifting. Przemodelowana została atrapa chłodnicy oraz deska rozdzielcza pojazdu. Przy okazji liftingu podniesiono moc silnika o 3 KM. 
W 2014 roku z okazji zakończenia produkcji modelu wprowadzona została limitowana wersja pod nazwą Special Edition.
Według producenta, na rampie załadunkowej pojazdu mieszczą się jednocześnie dwa największego motocykle marki - CRF 450.

### Wersje wyposażeniowe
- DX
- EX-L
- LX
- RT
- RTX
- RTS
- RTL
- Sport
- Special Edition
- VP

Pojazd wyposażony może być m.in. w system ABS, system kontroli trakcji, kurtyny powietrzne, elektryczne sterowanie szyb oraz elektryczne sterowanie lusterek, a także m.in. wielofunkcyjną kierownicę oraz system nawigacji satelitarnej i skórzaną tapicerkę. 

### Nagrody
- Motor Trend Truck of the Year 2006
- North American Truck of the Year 2006[5]
- Detroit News Truck of the Year 2006
- JD Power & Associates 2005 APEAL award for the Honda Ridgeline JD Power and Associates 2005 APEAL
- Autobytel 2006 Editors' Choice Award: Truck of the year 2006 'Choice Award: Truck of the Year 2006
- Automobile Journalists Association of Canada (AJAC) Best New Pickup 2006 Automobile Journalists Association of Canada (Ajac) Best New Pickup 2006
- On Wheels Incorporated: Ridgeline 2006 Urban Wheel Award for the Urban Truck of the Year On Wheels All: Ridgeline 2006 City Award Urban Truck of the Year
- Strategic Vision's coveted "Most Delightful" compact pickup award Strategic Vision
- Best rollover resistance rating of any pickup tested by the National Highway Traffic Safety, Administration (NHTSA)
- Society of Plastic Engineers 2005 Grand Award (composite embed trunk) Society of Plastic Engineers 2005
- Car And Driver Rates Honda Ridgeline #1 Pickup, AutoWeek Editors' Choice Award as the 'Most Significant' new vehicle in the show Car And Driver Kurs Honda Ridgeline # 1 Pickup, autoswiat Editors 'Choice Award
- Maxim Truck Of The Year 2006 Maxim Truck of the Year 2006
- 2007 Automobile Magazine All Star award Top 10 cars for 2007 2007

## Honda Ridgeline II
Honda Ridgeline II została po raz pierwszy oficjalnie zaprezentowana w styczniu 2016 roku podczas targów motoryzacyjnych w Detroit.

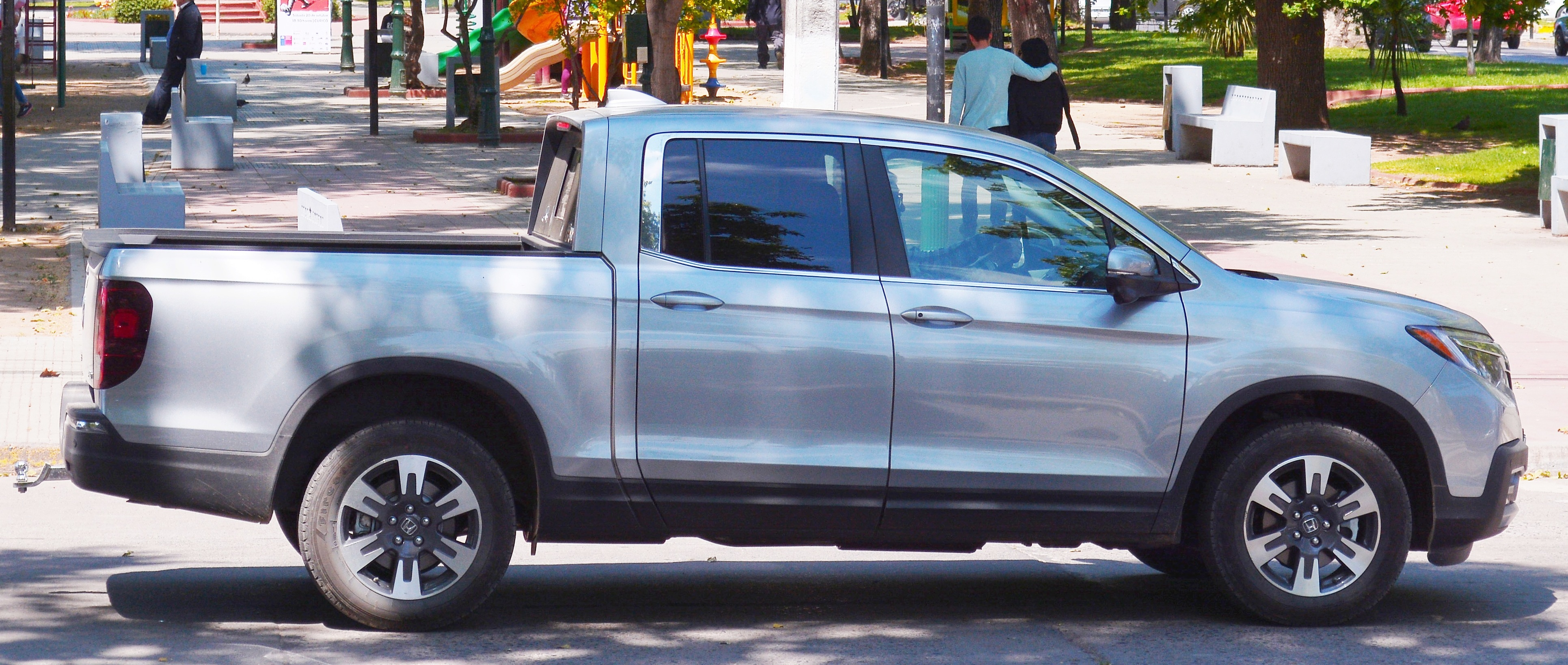
Honda Ridgeline II - bok

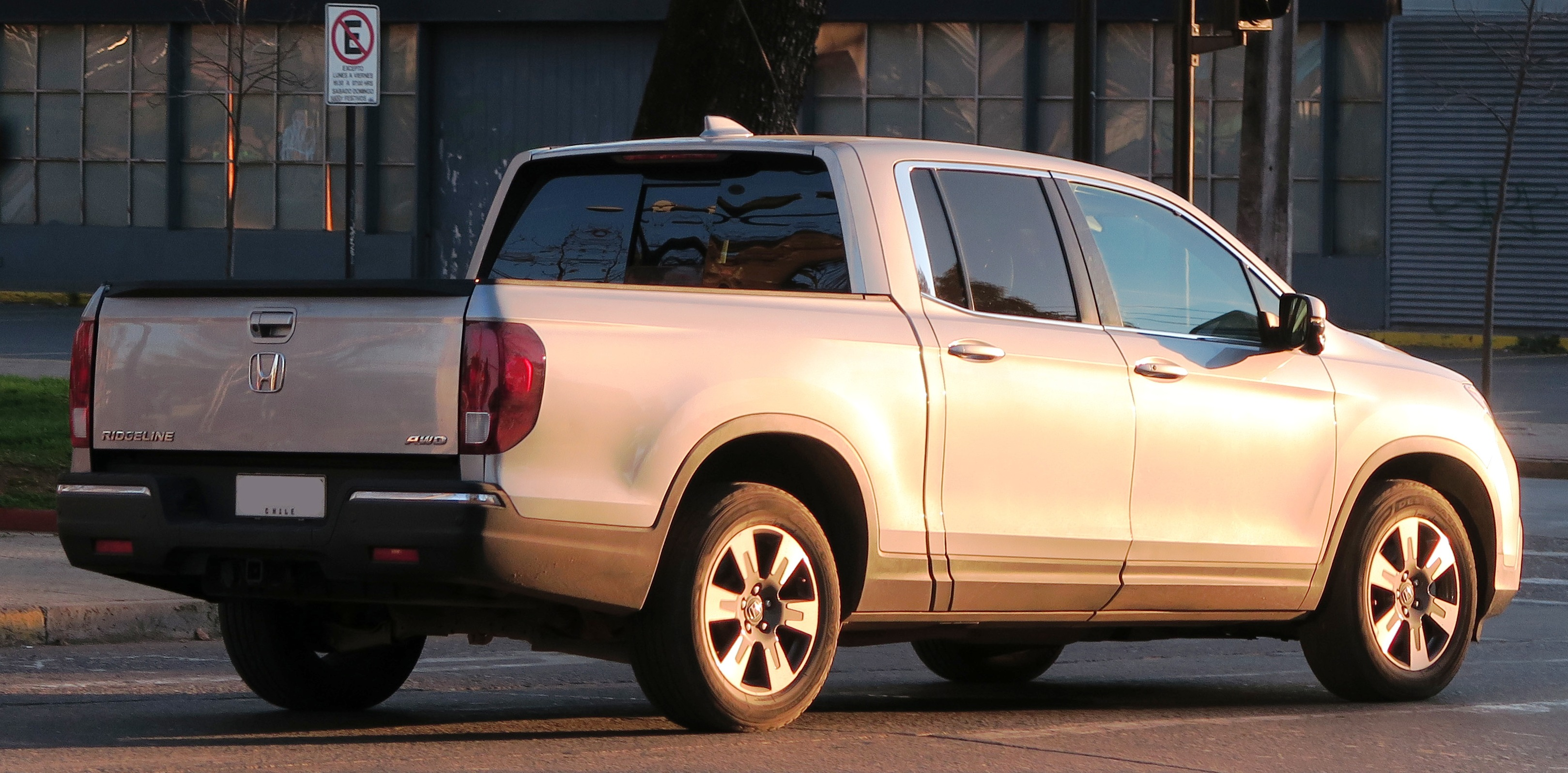
Honda Ridgeline II - tył

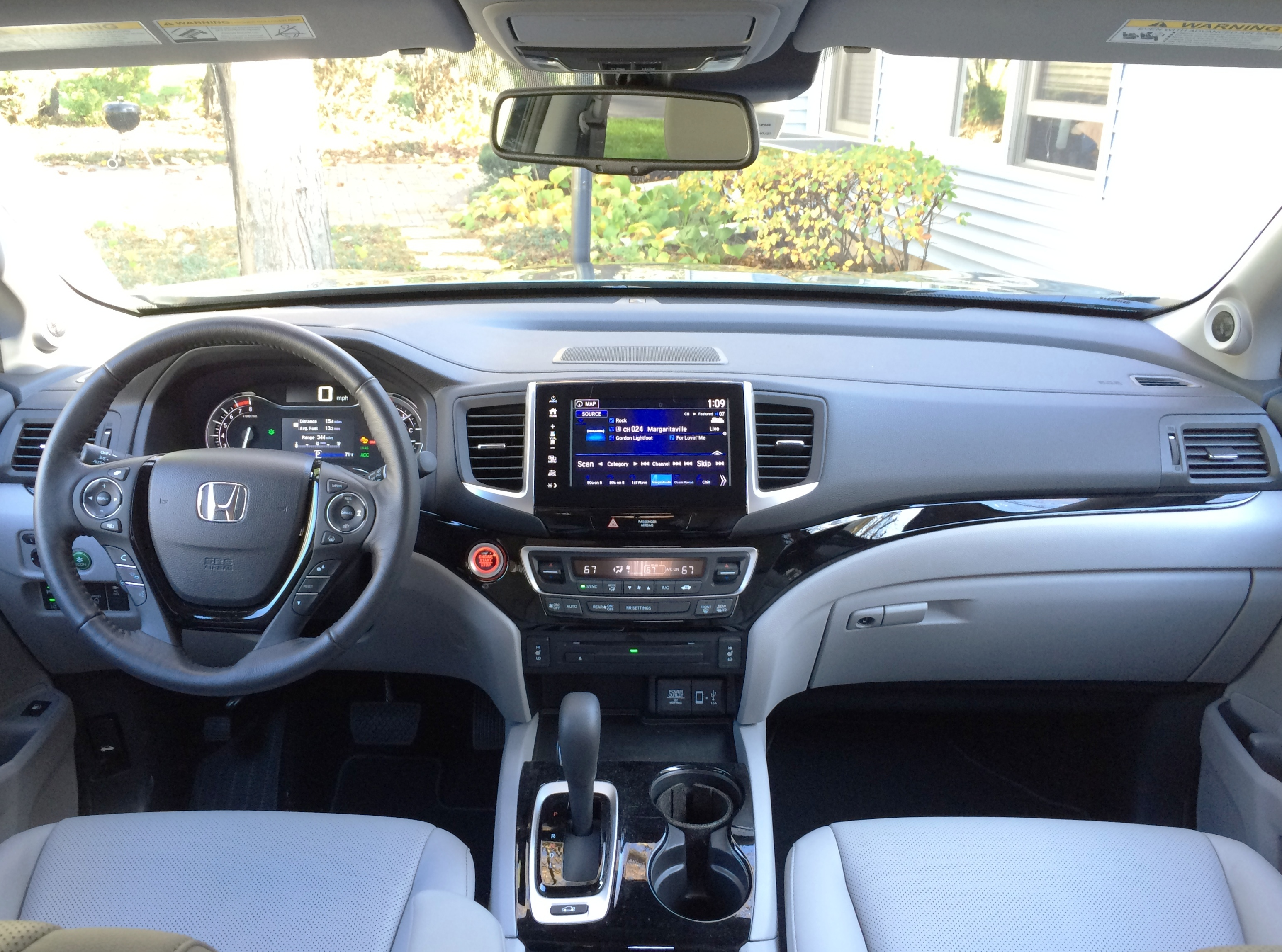
Honda Ridgeline II - wnętrze

### Wersje wyposażeniowe
- Black Edition
- RT
- RTL
- RTL-E
- RTL-T
- RTS
- Sport

W zależności od wersji wyposażeniowej, auto wyposażone może być m.in. w system ABS i Lane Assist, elektryczne sterowanie szyb, elektryczne sterowanie lusterek, wielofunkcyjną kierownicę, klimatyzację automatyczną, skórzaną tapicerkę, elektrycznie sterowane fotele, 8-calowy ekran dotykowy połączony z systemem nawigacji satelitarnej, kamerę cofania, adaptacyjny tempomat oraz 540-watowy system audio. 